# Harold Nichols
Harold Nichols (San José, 1908-2006) fue un sastre y político costarricense. Único militante afrodescendiente en el Partido Comunista Costarricense durante los años 30, fue escritor y columnista en el periódico comunista Trabajo. Dueño de su propia sastrería La última moda, fue codueño de la Ferretería El Ancla desde 1991. Vocero del Partido Comunista, que tenía muy poco respaldo en la población negra del país,  fue el primer negro en Costa Rica en ser candidato a un puesto de elección popular al haber sido candidato a regidor suplente de San José por el Partido Comunista en las elecciones de 1936. Falleció en 2006 como un próspero empresario.